# Melito di Napoli
Melito di Napoli este o comună din provincia Napoli, regiunea Campania, Italia, cu o populație de 35.746 de locuitori&#32 (2022);și o suprafață de 3,81 km².

## Demografie
Melito di Napoli - evoluția demografică

|  | Graficele sunt indisponibile din cauza unor probleme tehnice. Mai multe informații se găsesc la Phabricator și la wiki-ul MediaWiki. |

Date: Recensăminte sau birourile de statistică - grafică realizată de Wikipedia